# Чукіч (комуна)
Чукіч (рум. Ciuchici) — комуна у повіті Караш-Северін в Румунії. До складу комуни входять такі села (дані про населення за 2002 рік):
- Маковіште (173 особи)
- Ніколінц (312 осіб)
- Петрілова (181 особа)
- Чукіч (591 особа) — адміністративний центр комуни

Комуна розташована на відстані 358 км на захід від Бухареста, 45 км на південний захід від Решиці, 95 км на південь від Тімішоари.

## Населення
За даними перепису населення 2002 року у комуні проживали 1257 осіб.
Національний склад населення комуни:
| Національність | Кількість осіб | Відсоток |
| -------------- | -------------- | -------- |
| румуни         | 1181           | 94,0%    |
| цигани         | 61             | 4,9%     |
| серби          | 11             | 0,9%     |
| німці          | 3              | 0,2%     |
| угорці         | 1              | 0,1%     |

Рідною мовою назвали:
| Мова      | Кількість осіб | Відсоток |
| --------- | -------------- | -------- |
| румунська | 1223           | 97,3%    |
| циганська | 25             | 2,0%     |
| сербська  | 6              | 0,5%     |
| німецька  | 3              | 0,2%     |

Склад населення комуни за віросповіданням:
| Релігія       | Кількість осіб | Відсоток |
| ------------- | -------------- | -------- |
| православні   | 1167           | 92,8%    |
| баптисти      | 60             | 4,8%     |
| п'ятдесятники | 21             | 1,7%     |
| римо-католики | 9              | 0,7%     |